# Wilhelm Pfeiffer (Schriftsteller)
Wilhelm Victor Christoph Pfeiffer (* 5. Mai 1810 in Eutin; † 28. Dezember 1841 in Oldenburg) war ein deutscher Lehrer und Schriftsteller. Er nutzte die Pseudonyme „W. Freimund“ und „Freimund Pfeiffer“.

## Leben und Wirken
Wilhelm Pfeiffer war ein Sohn des Pastors Gustav Pfeiffer und dessen Ehefrau Christiane Mariane geb. Heins; seine Schwester war die Malerin Dorothea Pfeiffer. Er erhielt zunächst Unterricht von seinen Eltern und ging danach in die Eutiner Gelehrtenschule, die heutige Johann-Heinrich-Voß-Schule, in der ihn sein Lehrer Heinrich Riemann stark prägte. Anschließend besuchte er ein Jahr die Prima des Katharineum zu Lübeck, wo er sich mit dem Komponisten Carl Grädener anfreundete und mit ihm Ostern 1831 das Abitur ablegte. Im Sommersemester 1831 begann er ein Philologiestudium an der Universität Leipzig, das er in Bonn und Göttingen fortsetzte. In Bonn hörte er bei Christian August Brandis, August Ferdinand Naeke, August Wilhelm Schlegel, Karl Friedrich Heinrich und Eduard Bobrik; in Göttingen bei Carl Otfried Müller, Friedrich Christoph Dahlmann, Ernst von Leutsch und Amadeus Wendt. Im Herbst 1834 promovierte er sich bei Carl Otfried Müller. In seiner Dissertation beschäftigte er sich mit Catull.
Direkt nach dem Studium vermittelte Grädener seinem Freund Pfeiffer Stellen bei zwei großen Privatschulen, dem Knabeninstitut von Michael Andresen und dem Mädcheninstitut von Elisabeth Hennings und Dorothea Krumbhaar. Er arbeitete dort viereinhalb Jahre und galt schnell als fleißiger Erzieher. Im Mädcheninstitut lernte er Theodor Mommsen und Tycho Mommsen kennen, die Neffen von Dorothea Krumbhaar waren und für die Pfeiffer zu einem Mentoren wurde. Am 20. Juli 1838 heiratete er Luise Schultetus (* 27. September 1819 in Plau; † 11. Oktober 1913 ebenda). Sie war eine Tochter des Apothekers Johann Schultetus und dessen Ehefrau Charlotte Dorothea, geborene Mühlenbruch und eine Nichte Elisabeth Hennings'.
An Michaelis 1839 wechselte Pfeiffer als Hauptlehrer für Deutsch und Geschichte an die Schule für höhere Töchter in Oldenburg, die spätere Cäcilienschule Oldenburg. In Oldenburg lebte Maximilian Heinrich Rüder, mit dem Pfeiffer seit Jugendtagen befreundet war. Im Oktober 1839 gründeten beide den „Literarisch-geselligen Verein“ mit, der im Vormärz die Keimzelle der sich langsam formierenden bürgerlich-liberalen Bewegung in Oldenburg bildete.
Pfeiffer starb kinderlos aufgrund eines Schlaganfalls.

## Werke
Pfeiffer galt als guter Pädagoge, der seinen Unterricht nach dem Vorbild Herbarts gestaltete. Er widmete sich insbesondere der Verbesserung des seinerzeit wenig ausgestalteten Unterricht von Mädchen. Über seinen Unterricht schrieb Heinrich Zeise in seinen Lebenserinnerungen und Tycho Mommsen in seiner autobiographischen Skizze.
Pfeiffer war bereits in jungen Jahren ein angesehener Lyriker. Während des Studiums schrieb er die „Jugendklänge“, die inhaltlich und formal breit angelegte Gedichte enthielten. Die Zensur kritisierte einige Texte aufgrund ihrer politischen Haltung zum Polenaufstand und des Verbots der Burschenschaftsfarben. Grädener vertonte mehrere der Texte. Später schrieb er Gedichte, die im „Musenalmanach 1843“ erschienen. Pfeiffer kündigte in Oldenburg an, die Gedichtsammlung „Poetische Holzschnitte“ veröffentlichen zu wollen, die er jedoch nicht mehr zur Druckreife brachte. Carsten Wagner übernahm später mehrere Texte in das „Jahrbuch Schleswig-Holsteinischer Dichter“. Weitere Texte wurden in zeitgenössischen Anthologien abgedruckt oder für burschenschaftliche Lieder verwendet.
Pfeiffer schrieb auch Prosatexte, bei denen er sich offensichtlich formal vom Jungen Deutschland und Heinrich Laube, den er persönlich kannte, leiten ließ. Er schrieb zunächst eine Farce über die aus seiner Sicht übertriebene Euphorie über das Rheinlied. Der Hof animierte als Reaktion darauf offensichtlich einen anonymen Kritiker, der ihn 1841 in den „Mitteilungen aus Oldenburg“ hart anging. Kurz darauf, Mitte 1841, veröffentlichte Pfeiffer „Goethes Friederike“. Mit diesem Text wollte er zur Ehrenrettung von Friederike Brion beitragen. Kritiker verstanden jedoch seine Intention und Darstellungsmittel falsch und beurteilten den Text als Mystifikation.
Nach Pfeiffers Tod wurde 1842 sein Buch „Goethe und Klopstock“ veröffentlicht, in dessen Hauptteil er sich an Wolfgang Menzels „Goethe und Schiller“ orientierte und in Antithesen Wesensunterschiede darstellte. Am Tag seines Todes gab Pfeiffer außerdem die „Göttinger Burschenlieder“ in den Druck, die er Carl Grädener (Carl Felix-Grüdener) zur Hochzeit widmete.